# Stadio ex NATO
Lo stadio ex NATO è un impianto sportivo di Napoli, situato all'interno della ex base della NATO in viale della Liberazione, nel quartiere di Bagnoli.
Sorge all'interno di un complesso di proprietà dalla Fondazione Banco di Napoli noto come Villaggio del rugby ed è l'impianto interno della formaziona maschile dell'Amatori Napoli e di quella femminile del Neapolis.

## Struttura
Lo stadio è dotato di una tribuna centrale coperta da 2000 posti e di una curva in muratura, attualmente chiusa, posta a nord del campo da gioco. In vista delle Universiadi 2019 la Regione Campania ha investito 1,3 milioni di euro per realizzare un nuovo manto erboso e per riqualificare la tribuna. In occasione della manifestazione è stata montata una tribuna temporanea da 1400 posti, opposta alla tribuna centrale e posta in corrispondenza delle panchine. 

## Eventi ospitati
- Tornei di rugby a 7 maschile e femminile della XXX Universiade.